# Distretto di Olten
Il distretto di Olten è un distretto del Canton Soletta, in Svizzera. Confina con i distretti di Gösgen a nord e di Gäu a ovest, con il Canton Basilea Campagna (distretto di Waldenburg) a nord-ovest e con il Canton Argovia (distretti di Aarau a est e di Zofingen a sud). Il capoluogo è Olten.

## Comuni
Amministrativamente è diviso in 15 comuni:
- Boningen
- Däniken
- Dulliken
- Eppenberg-Wöschnau
- Fulenbach
- Gretzenbach
- Gunzgen
- Hägendorf
- Kappel
- Olten
- Rickenbach
- Schönenwerd
- Starrkirch-Wil
- Walterswil
- Wangen bei Olten

### Fusioni
- 1973: Gretzenbach, Grod → Gretzenbach